# McLaren MP4/6
A McLaren MP4/6 egy Formula–1-es versenyautó, amit a McLaren tervezett az 1991-es bajnokságra, valamint 1992 első két futamán is ezt hasnálták, MP4/6B néven. Pilótái Ayrton Senna és Gerhard Berger voltak. Ez volt az első V12-es motorral szerelt McLaren. Az autó hosszas fejlesztés után készült el, megbízható és erős volt, de az egyre jobban erősödő rivális csapat, a Williams megbízhatóságának növekedése miatt komoly riválist kapott. Senna és a McLaren is világbajnokok lettek az év végén, ez volt az utolsó olyan világbajnoki cím, amit V12-es motorral, valamint manuális váltóval szerelt autóval értek el.

## Fejlesztése
Az új fejlesztésű motort, amely immár nem V10-es, hanem V12-es volt, intenzív tesztelésnek vetették alá az idény előtt. Az első variációval se Berger, se Senna nem voltak elégedettek, szerintük gyengébb is volt, mint a régi. A szezon elején fejlesztéseket eszközöltek rajta, a legelső futamokon jobbára azért volt sikeres a McLaren, mert a fő vetélytárs Williams FW14 komoly megbízhatósági gondokkal küzdött.
Az idény közben tesztelték a félautomata sebességváltót is, azonban azt csak egyszer, a magyar nagydíj szabadedzésén vetették be élesben, és miután Senna pár kör után megpördült, ki is szerelték az autóból.

## Versenyei
Senna megnyerte az idény első négy versenyét, de aztán Nigel Mansell és a Williams FW14-es egyre jobb, és ami még fontosabb, megbízhatóbb teljesítményt nyújtott. A McLaren így sem ment rosszul, de kezdett visszaesni, ezért Senna újabb fejlesztéseket követelt. A Honda elő is állt a motor feljavított verziójával, míg Oatley aerodinamikai fejlesztéseket eszközölt. Ez, és a Williams idény végi problémái végül konstruktőri bajnoki címet hoztak, Senna pedig elérte harmadik világbajnoki címét.
Az 1992-es idény elején két verseny erejéig újra bevetésre került az autó, Dél-Afrikában Senna harmadik lett vele, ezt követően az MP4/7A váltotta le őt. Ez az autó zárta le a McLaren dicsőséges győzelmi korszakát, melyet a Williams felemelkedése követett.

## Eredmények
(félkövérrel jelölve a pole pozíció, dőlt betűvel a leggyorsabb kör)
| Év   | Csapat                 | Kasztni | Motor        | Gumik | Pilóták        | 1   | 2   | 3   | 4   | 5   | 6   | 7   | 8   | 9   | 10  | 11  | 12  | 13  | 14  | 15  | 16  | Pontok | Helyezés |
| ---- | ---------------------- | ------- | ------------ | ----- | -------------- | --- | --- | --- | --- | --- | --- | --- | --- | --- | --- | --- | --- | --- | --- | --- | --- | ------ | -------- |
| 1991 | Honda Marlboro McLaren | MP4/6   | Honda RA121E | G     |                | USA | BRA | SMR | MON | CAN | MEX | FRA | GBR | GER | HUN | BEL | ITA | POR | ESP | JPN | AUS | 139    | 1.       |
| 1991 | Honda Marlboro McLaren | MP4/6   | Honda RA121E | G     | Ayrton Senna   | 1   | 1   | 1   | 1   | KI  | 3   | 3   | 4   | 7   | 1   | 1   | 2   | 2   | 5   | 2   | 1   | 139    | 1.       |
| 1991 | Honda Marlboro McLaren | MP4/6   | Honda RA121E | G     | Gerhard Berger | KI  | 3   | 2   | KI  | KI  | KI  | KI  | 2   | 4   | 4   | 2   | 4   | KI  | KI  | 1   | 3   | 139    | 1.       |
| 1992 | Honda Marlboro McLaren | MP4/6B  | Honda RA121E | G     |                | RSA | MEX | BRA | ESP | SMR | MON | CAN | FRA | GBR | GER | HUN | BEL | ITA | POR | JPN | AUS | 99*    | 2.       |
| 1992 | Honda Marlboro McLaren | MP4/6B  | Honda RA121E | G     | Ayrton Senna   | 3   | KI  |     |     |     |     |     |     |     |     |     |     |     |     |     |     | 99*    | 2.       |
| 1992 | Honda Marlboro McLaren | MP4/6B  | Honda RA121E | G     | Gerhard Berger | 5   | 4   |     |     |     |     |     |     |     |     |     |     |     |     |     |     | 99*    | 2.       |

* 90 pontot az MP4/7A-val szereztek.